# Lanckoroński

Wappen des Grafen Lanckoroński, ursprünglich Wappengemeinschaft Zadora

Lanckoroński [lantskɔˈrɔĩskʲi] ist der Name eines bedeutenden polnischen Adelsgeschlechts, die weibliche Form des Namens lautet Lanckorońska. Das Geschlecht gehörte zu den Magnaten der Szlachta.

## Geschichte
Die französische Familie Breze kam im 13. Jahrhundert nach Polen. Als im Jahr 1355 der Kaiser Karl IV. in Rom gekrönt wurde, waren die Brüder Zbigniew und Stanislaus von Brzeczie als Botschafter von Kasimir III. anwesend. Anschließend wurden die Brüder zur Reichsgrafen ernannt. Im Jahr 1370 wurde der Grafenstand in Polen bestätigt. Der ältere der Brüder Zbigniew war Stifter der Linie Lanckoroński-Brzezie; Stanislaus begründete Russoki-Brzezie. Als eines von 64 gräflichen Geschlechtern hatte die Familie einen erblichen Sitz im Herrenhaus, das damalige Oberhaus des österreichischen Reichsrates.

## Besitztümer

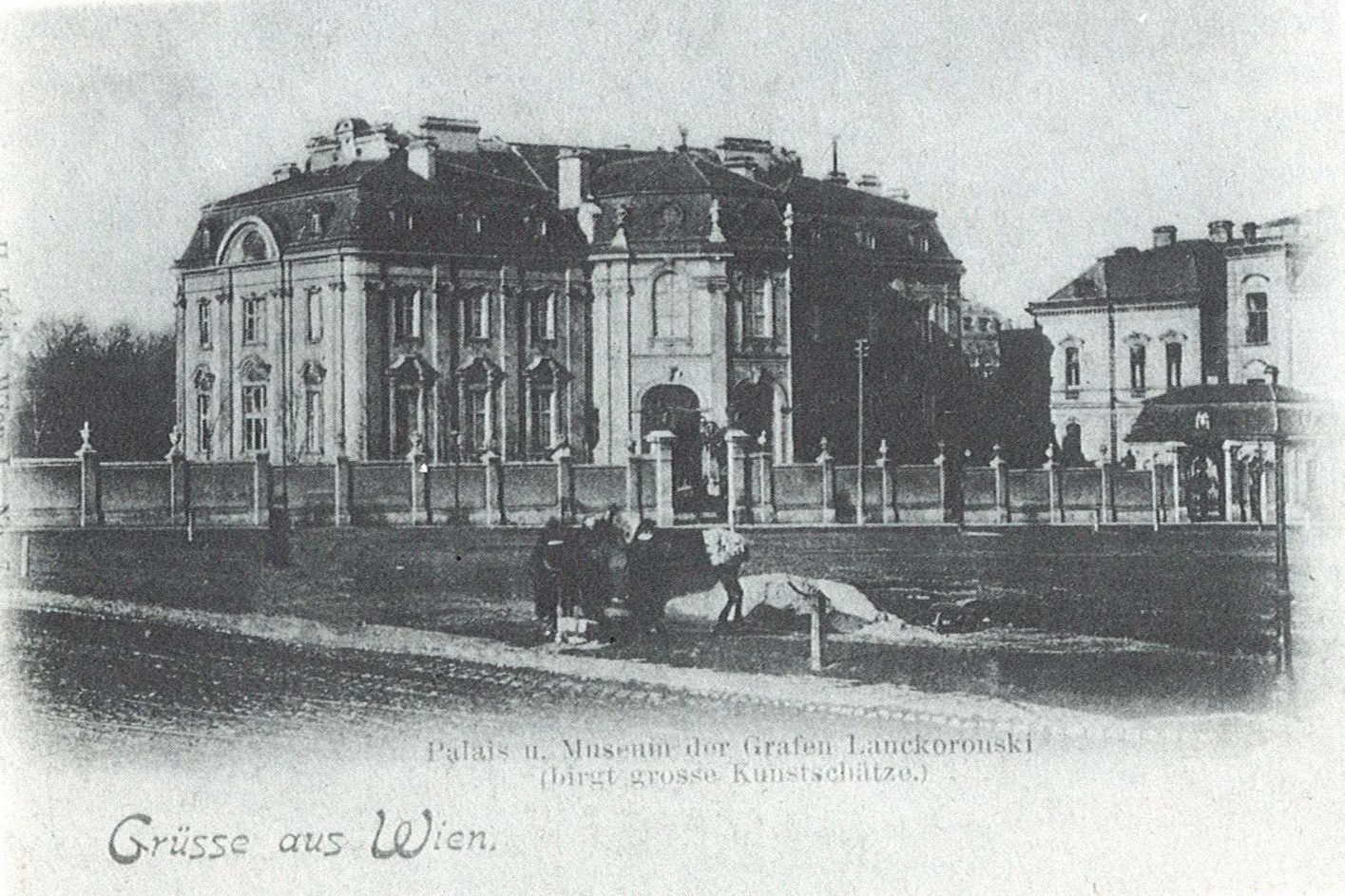
Palais Lanckoroński in Wien

Karl Graf Lanckoroński hatte weit ausgedehnte Besitztümer in Galizien. Zu den Residenzen gehörte das Palais Lanckoroński in Wien, welches für die Kunstsammlung des Grafen weit bekannt war.

## Namensträger
Bekannte Träger dieses Namens waren:
- Antoni Józef Lanckoroński (1760–1830), polnisch-litauischer Adliger und Politiker
- Karl von Lanckoroński-Brzezie (1799–1863), k.k. Oberstkämmerer, oberster Hoftheaterdirektor, Kunstförderer
- Karl Lanckoroński (1848–1933), polnisch-österreichischer Adeliger, Kunstmäzen und Schriftsteller
- Karolina Lanckorońska (1898–2002), polnische Kunsthistorikerin, Tochter von Karl Lanckoroński
- Leo Lanckoroński (1884–1967), deutscher Jurist, Photograph und Übersetzer, verheiratet mit Maria Lanckorońska, geborene Wertheimber-de Bary, (1896–1978), deutsche Schriftstellerin und Übersetzerin